# Bezgovica (Osilnica)
Bezgovica (Osilnica) is een plaats in Slovenië en maakt deel uit van de gemeente Osilnica in de NUTS-3-regio Jugovzhodna Slovenija. De plaats telde 10 inwoners op 1 januari 2020.